# Coretta Scott King

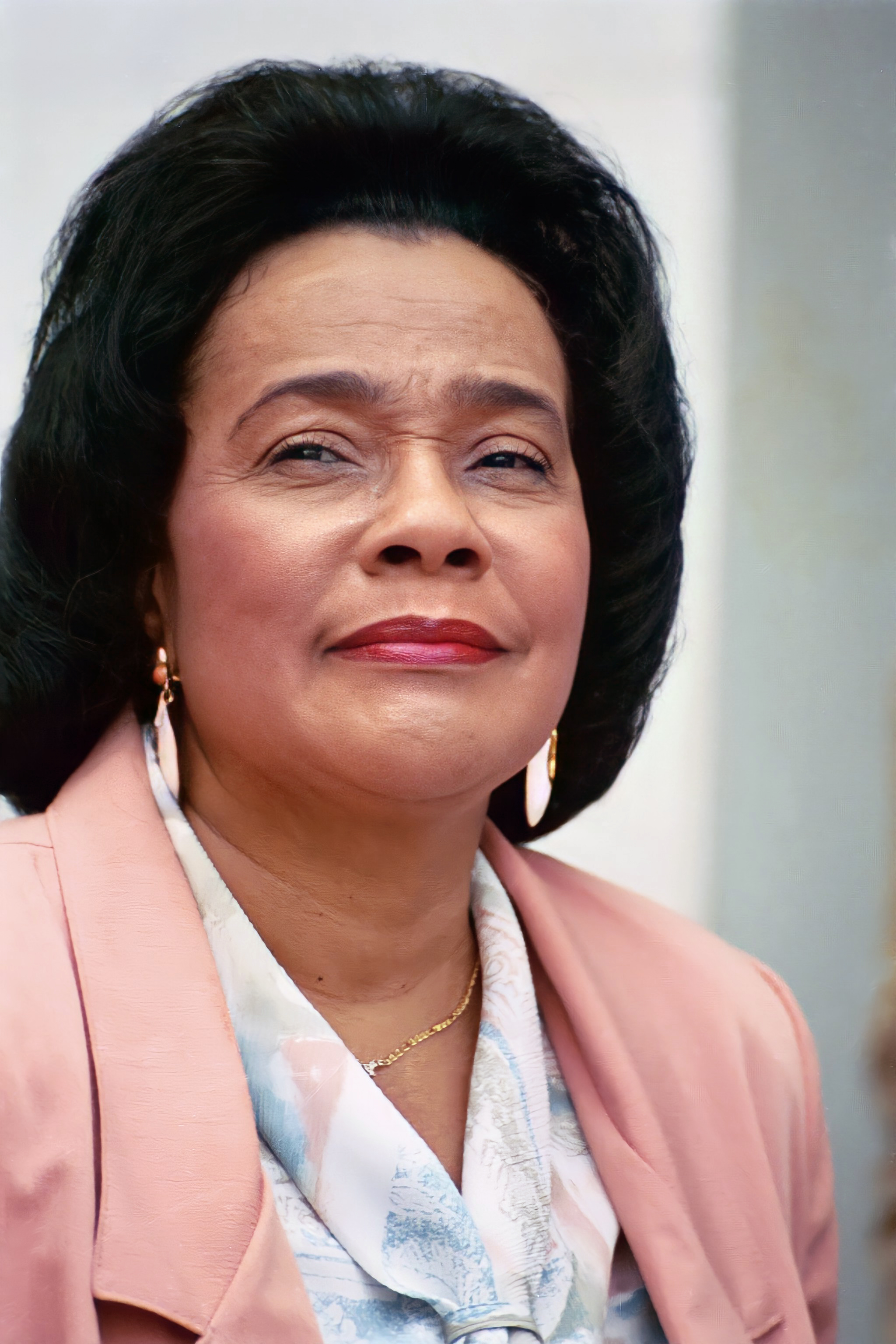
Coretta Scott King w 1993 roku

Coretta Scott King (ur. 27 kwietnia 1927 w Marion w stanie Alabama, zm. 30 stycznia 2006 w Atlancie) – amerykańska działaczka ruchu praw obywatelskich, żona Martina Luthera Kinga.
W 1968 po tragicznej śmierci męża podjęła się kontynuowania jego dzieła, angażując się w działalność na rzecz praw dla Afroamerykanów i kobiet, nie tylko w USA, ale na całym świecie. Coretta Scott King była pierwszą kobietą, która dostąpiła zaszczytu wygłoszenia kazania w londyńskiej Katedrze św. Pawła.
Za jej sprawą udało się doprowadzić do uznania Dnia Martina Luthera Kinga za święto państwowe w USA, a ponadto z jej inicjatywy powstało Centrum imienia Martina Luthera Kinga w Atlancie, mające na celu upamiętnienie walki czarnoskórych o równouprawnienie.
9 czerwca 1970 otrzymała honorowy doktorat Princeton University.
Zmarła na raka 30 stycznia 2006.
Z Martinem Lutherem Kingiem miała czworo dzieci:
- Yolanda Denise (ur. 17 listopada 1955 w Montgomery, zm. 15 maja 2007 w Santa Monica)
- Martin Luther III (ur. 23 października 1957 w Montgomery)
- Dexter Scott (ur. 30 stycznia 1961 w Atlancie, zm. 22 stycznia 2024 w Malibu)
- Bernice Albertine (ur. 28 marca 1963 w Atlancie)